# Tempio dello Zen Meridionale
Il Tempio dello Zen Meridionale (Cinese semplificato: 南禅寺; Cinese tradizionale: 南禪寺; pinyin: Nánchán Sì) si trova nell'area nord-occidentale del villaggio di Lijiazhuang (comune di Yangbai "阳白", contea di Wutai, prefettura di Xinzhou "忻州", provincia dello Shanxi, Cina). 
L'edificio principale fu costruito nel 782 d. C (3º anno del periodo Jianzhong "建中", Dinastia Tang). La realizzazione fu possibile soltanto grazie allo sforzo congiunto di due villaggi che ottennero i fondi necessari tramite il sostegno economico diretto degli abitanti. 
Per molti secoli, il sito religioso non venne iscritto nei registri del governo locale, viste le dimensioni ridotte e la posizione isolata. Tuttavia, furono proprio queste peculiari caratteristiche a permettergli di sopravvivere alle persecuzioni buddiste dell'845 d.C (Periodo Huichang "会昌") operate dall'imperatore Wuzong "武宗" della Dinastia Tang. 
Lo spazio circostante fu più volte rivisto con il succedersi delle Dinastie, ma l'aroma d'incenso che pervase gli spazi di questo luogo per oltre un millennio, non smise mai di aleggiare nella Sala del Grande Buddha, l'unico vero edificio rimasto intoccato fin dalla sua costruzione, e che rappresenta una stupefacente testimonianza di architettura di epoca Tang. In altri termini, si tratta dell'edificio in legno esistente più antico in Cina. Per questo motivo nel 1961 fu inserito tra i principali siti patrimonio culturale a livello nazionale. Per quanto riguarda la facciata principale essa si trova rivolta a sud mentre il tetto a spiovente unico presenta nove colmi jiding (脊顶), il tutto è sorretto da un complesso di architravi a incastro in stile cinese, denominato tailiang (抬梁式). Le tecniche di costruzione in legno quivi utilizzate sono degli esempi straordinari unici nel loro genere tanto da aver apportato, e apportare in futuro, un inestimabile contributo agli studi sull'architettura Tang.

## Origini

### Periodo Tang

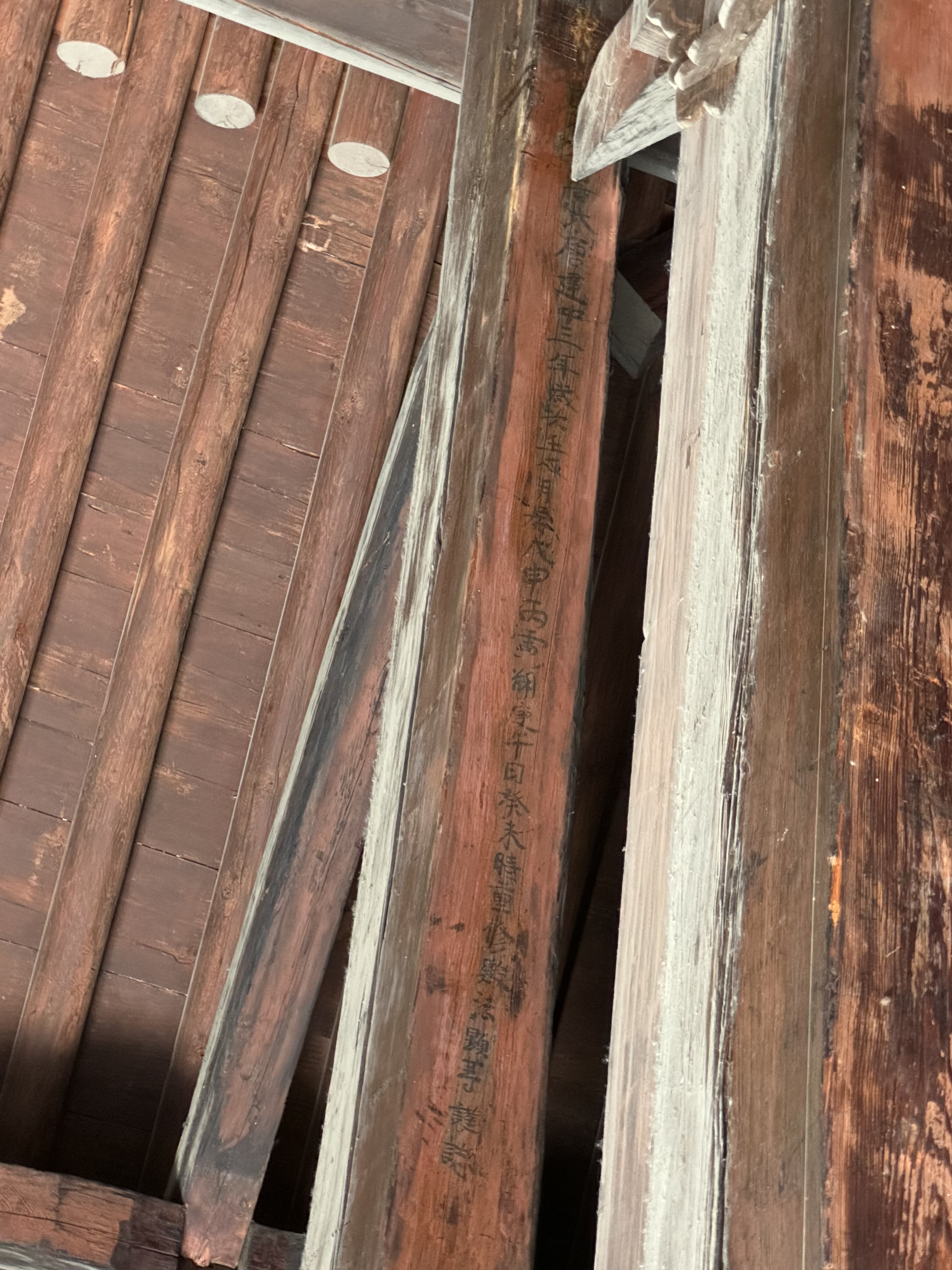
Iscrizione rinvenuta sulle travi di epoca Tang

Con l'avvento delle dinastie Sui e Tang, si susseguirono per la prima volta svariate generazioni di imperatori e imperatrici fautori della religione buddhista, religione che raggiunse il suo apice nell'impero celeste a cavallo del periodo centrale della Dinastia Tang. Fu proprio a partire da quest'epoca che l'area in concomitanza del Monte Wutai assurse al titolo di luogo sacro del Buddhismo e il millennio che seguì, vide tutt'attorno il sorgere di numerosissimi templi di piccole e grandi dimensioni. Agli albori, il Tempio dello Zen Meridionale consisteva in un singolo calderone brucia-incenso collocato su un piano rialzato e finanziato con i soldi degli abitanti. Rimase invariato fino al 782 d.C., anno in cui il sito religioso venne ricostruito. Testimonianza del periodo esatto di realizzazione è giunta fino a noi grazie alla trascrizione in inchiostro presente sulla superficie inferiore di uno degli architravi del tetto pingliang (平梁). La stessa sala in cui è custodita questa preziosa traccia scritta, conosciuta anche come Sala del Grande Buddha, costituisce un tipico esempio di struttura in legno del periodo Tang, ovvero uno spazio diviso in tre sezioni disposte su un asse orizzontale e quattro architravi chuan (椽) a supporto del tetto a spiovente in stile xieshan (歇山). L'interno è animato dalla presenza di uno svariato numero di opere scultoree in pietra variopinte, di cui un totale di diciassette raffiguranti personaggi con sembianze umane, tre leoni e una torre. All'esterno, a poca distanza dalla Sala del Grande Buddha, sorgono gli edifici ausiliari come la porta della montagna shanmen (山门).

### Periodo comunista

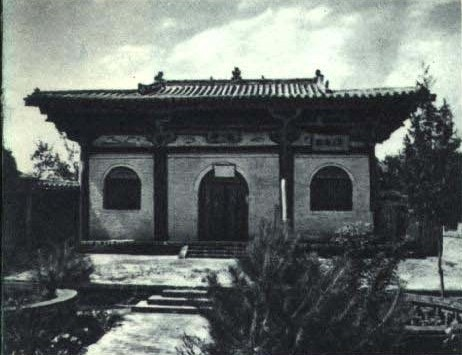
Tempio dello Zen Meridionale, 1963

Vista la sua remota ubicazione e le ridotte dimensioni la Sala del Grande Budda del Tempio dello Zen Meridionale venne scoperta dagli esperti di beni culturali soltanto negli anni '50, i quali ne datarono le origini al 782 d.C., grazie alle univoche iscrizioni in inchiostro rinvenute sulla superficie di uno degli architravi. Questa incredibile testimonianza scritta, sopravvissuta fino a noi, riporta con precisione l'epoca di realizzazione dell'edificio, in anticipo di 75 anni rispetto a quella della Sala della Luce di Buddha, posizionata nella sezione orientale del sito religioso. 
Un primo danneggiamento di queste strutture avvenne durante gli anni della guerra anti-giapponese, durante i quali i soldati giapponesi utilizzarono i mattoni che componevano i vari edifici del tempio per la costruzione di bunker. Successivamente, il susseguirsi dei movimenti avvenuti durante la Rivoluzione Culturale, portò una seconda ondata di degrado che afflisse questa volta numerosi danni alle statue di Buddha. 
Una svolta positiva si ebbe attorno ai primi anni '70 quando nel sito religioso si trasferirono 63 monaci provenienti dai templi collocati nei dintorni, mandati a ripristinarne le condizioni. Per far loro spazio, le statue di Buddha presenti nelle sale a est, ovest e sud, furono collocate all'esterno. Inoltre a metà degli anni ’70, ebbero luogo i restauri grazie allo stanziamento di oltre duecentomila yuan da parte del governo cinese.. 
Sfortunatamente nel 24 novembre 1999 questo patrimonio venne nuovamente intaccato. Un gruppo di ladri si imbucò e profanò le statue risalenti alla Dinastia Tang segando due raffigurazioni di Buddha, un leone e rubando i tesori contenuti all'interno.

## Planimetria e architettura del Tempio
Il Tempio dello Zen Meridionale come poc'anzi menzionato, è rivolto verso sud, largo 60 m² e lungo 51 m² è disposto su una superficie pari a 3.078 m². Il complesso religioso ricalca la planimetria della casa cinese tradizionale sviluppata sui quattro lati di un cortile centrale e in questo caso con due cortili, uno ad est e uno ad ovest. In totale esistono 6 edifici indipendenti, oltre alle tre stanze che compongono la Sala del Grande Buddha di epoca Tang, sul lato opposto sorge la Porta della montagna shanmen mentre sui lati est ovest circoscrivono lo spazio centrale due sale di epoca Ming e Qing.
Tra i cimeli di epoca Tang che facevano parte del patrimonio custodito in questo sito religioso figuravano anche una mini pagoda in pietra risalente alla Dinastia Wei settentrionale depredata nel 2011 e tre leoni. La prima contava cinque piani ed un'altezza di 51 cm con al primo piano raffigurazioni di storie buddiste mentre agli angoli sorgevano altre piccole pagode. Nel secondo strato al centro di ciascun lato si trovava una statua di Buddha mentre sui due lati opposti sopra e sotto a questo livello, c'erano dei strati mediani con due Buddha. Dal terzo al quinto piano le statue diventavano tre per ciascun lato. I leoni in pietra uno era alto 78 cm mentre gli altri due 45 cm.

## Approfondimento sulla Sala del Grande Buddha

### Architettura principale

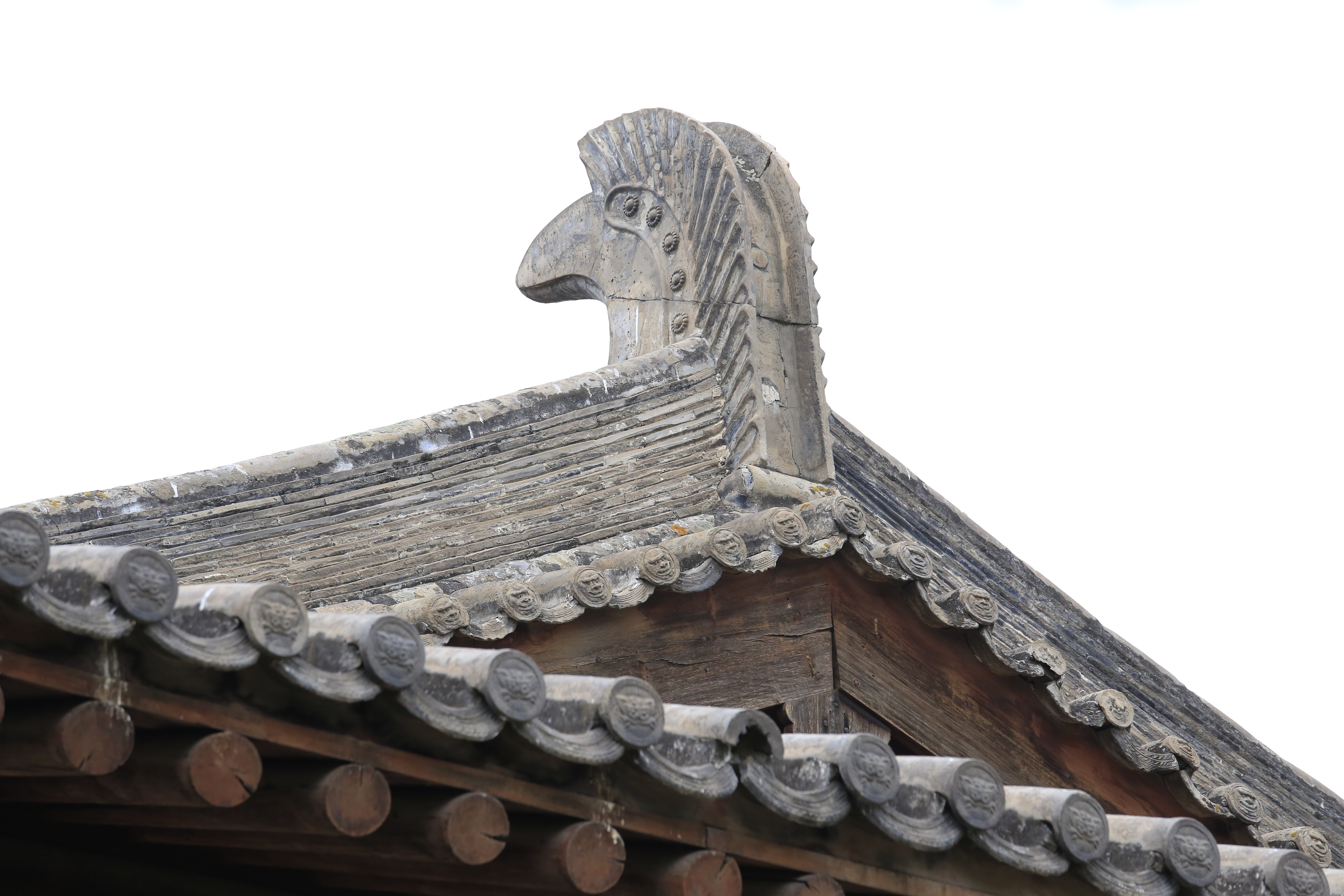
Dettaglio di elemento del tetto a coda di Chiwen

Il tetto della Sala del Grande Buddha si compone di uno spiovente singolo e di un totale di nove colmi di tetto jiding (脊顶). Come già accennato l'edificio è largo e lungo tre stanze jian (间) e presenta una superficie quasi quadrata (in largo si prolunga per 11,62 m mentre in lungo per 9,9 m). Lungo il perimetro della struttura sono disposti 12 robusti pilastri a sostengono del pesantissimo tetto. Al contrario di quanto si possa pensare le pareti non svolgono il ruolo di sorreggere il peso che grava sula parte superiore, ma hanno la semplice funzione di suddividere gli spazi interni. Le sezioni superiori delle colonne portanti si articolano in mensole dougong mentre il colmo superiore del tetto presenta sui due estremi opposti due decorazioni a coda di chiwen (鸱吻) aggiunte negli anni '70. È possibile dedurre da queste caratteristiche che già a metà della Dinastia Tang, si facesse uso dell'unità di misura cai (材), pari all'altezza di una mensola dougong, come standard per la realizzazione di edifici in legno. La semplicità, la stabilità e la ricchezza dello stile architettonico riflettono appieno i canoni specifici di questo tipo di costruzione in uso durante la Dinastia Tang.

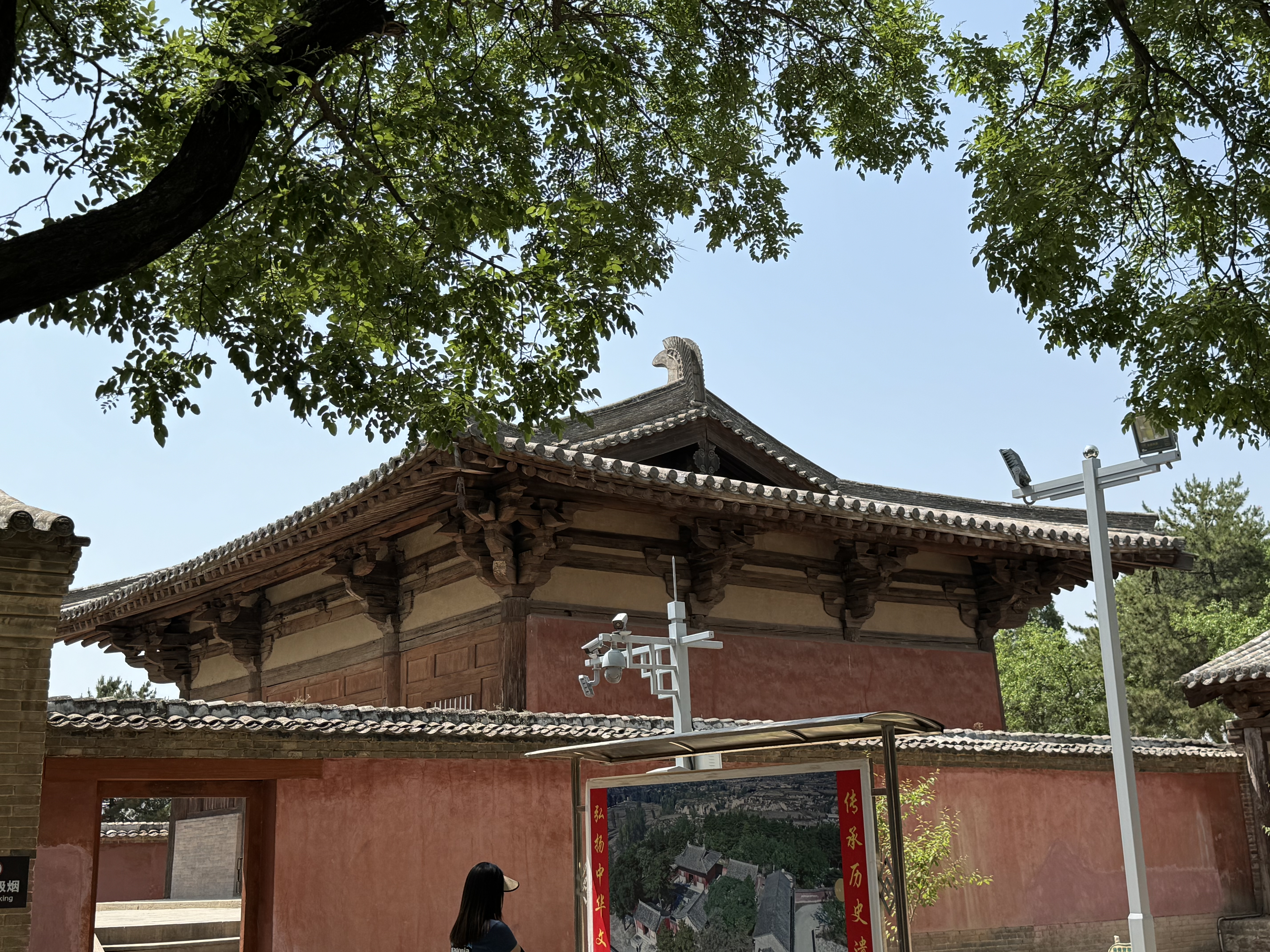
Dettaglio che sottolinea la scarsa pendenza del tetto

Il tetto si contraddistingue anche per essere l'esemplare con il minore grado di pendenza tra gli edifici esistenti in Cina.

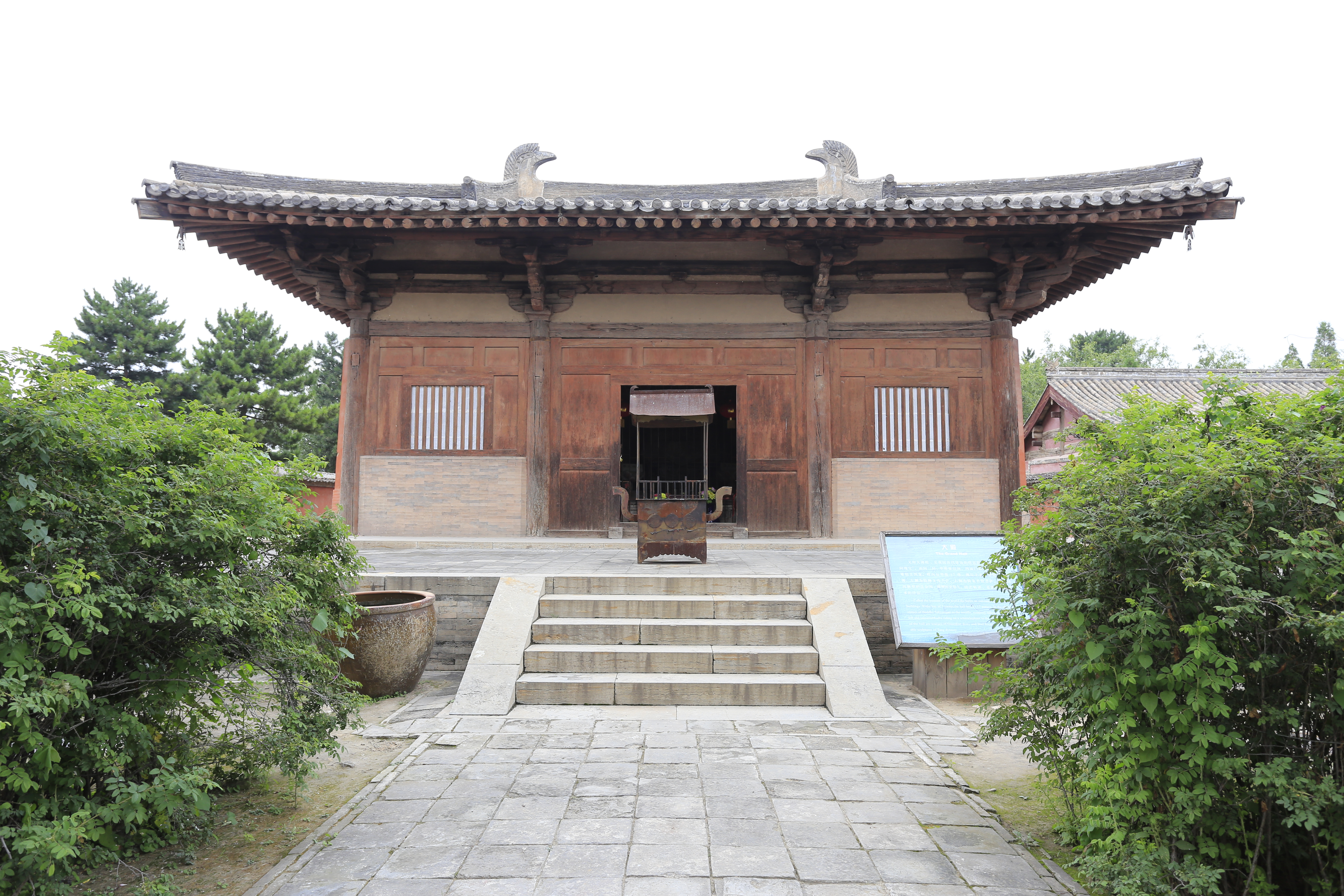
Sala del Grande Buddha - facciata frontale
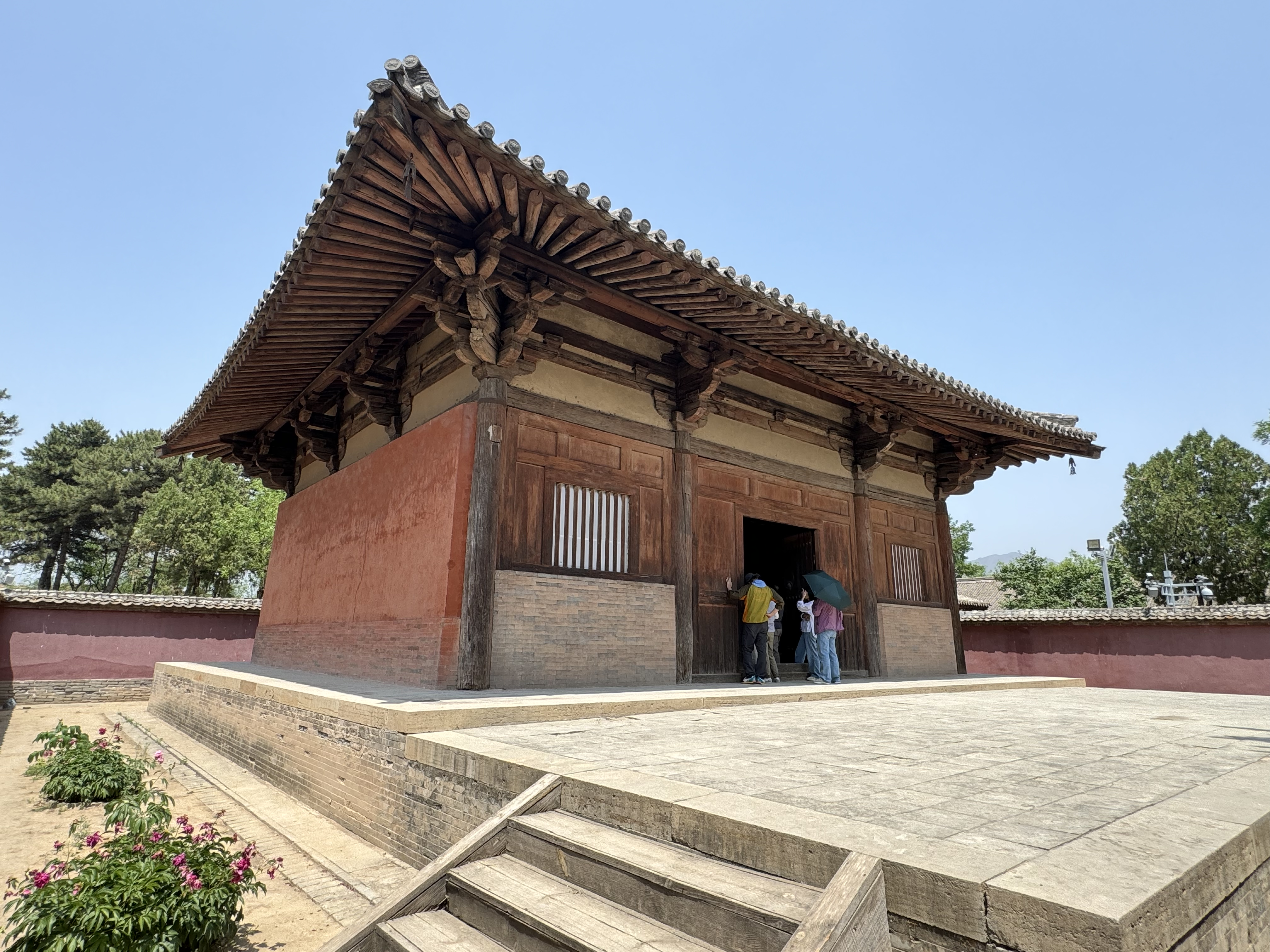
Sala del Grande Buddha - lato sinistro
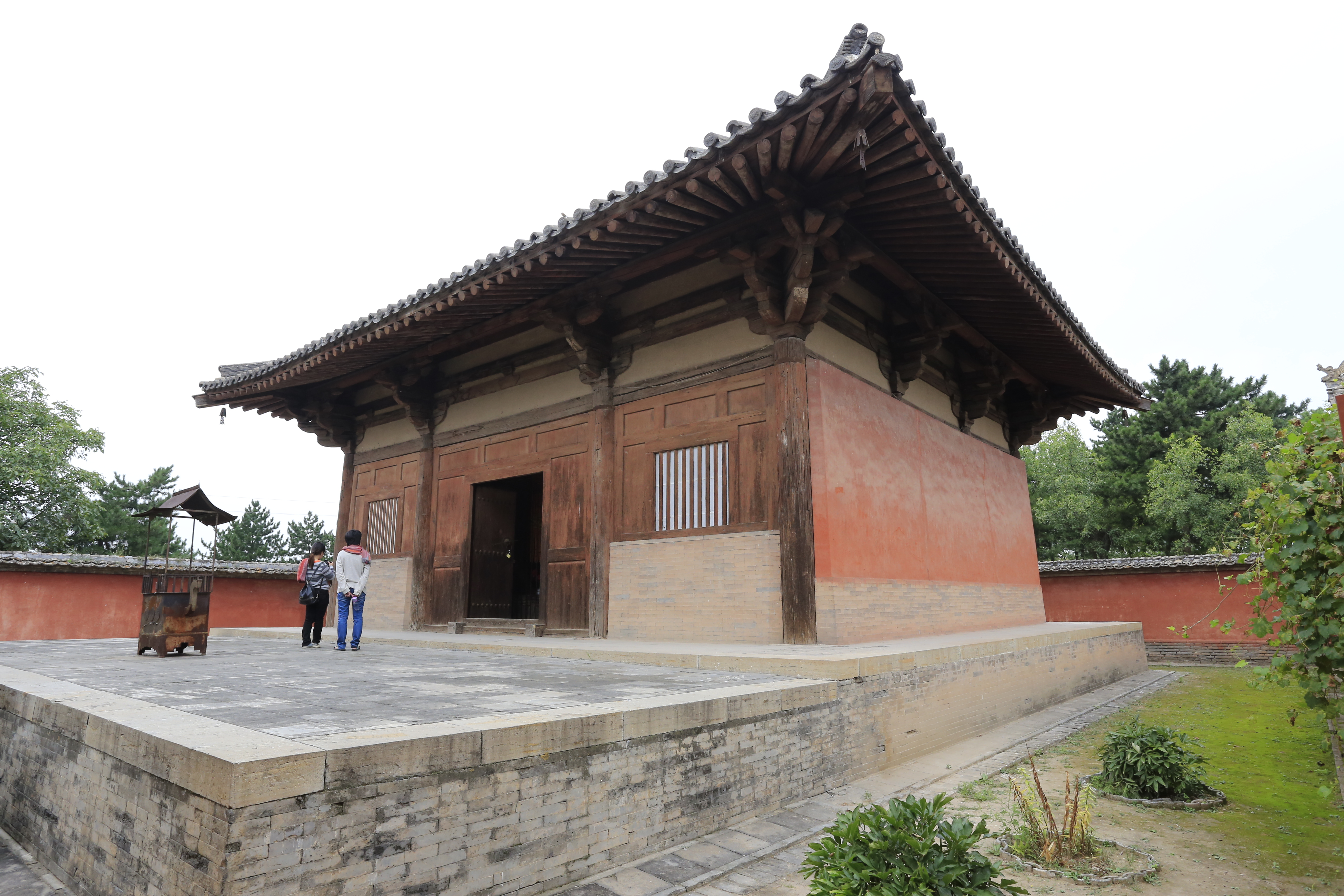
Sala del Grande Buddha - lato destro
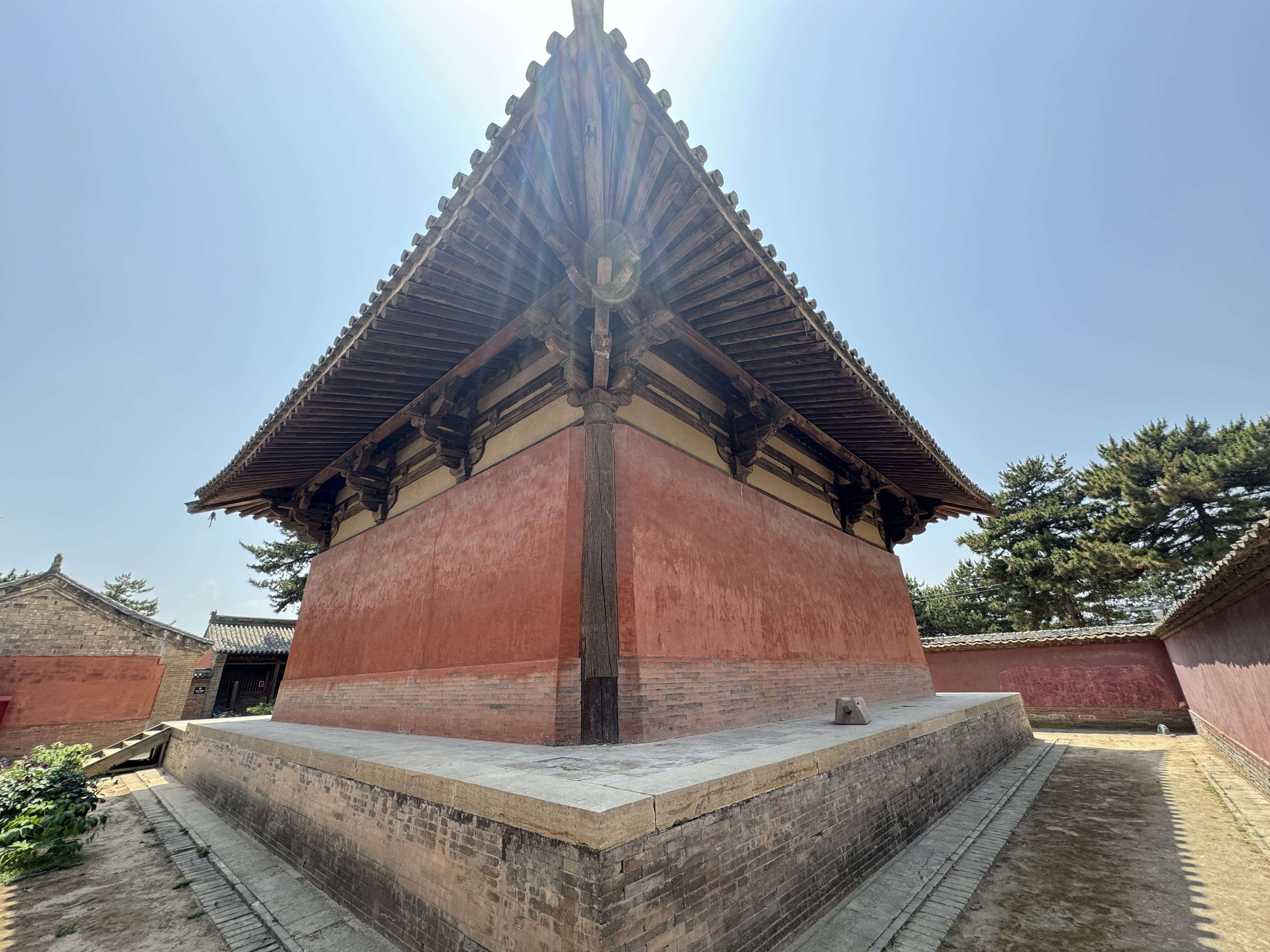
Sala del Grande Buddha - lato posteriore

### Interno della Sala
Al centro della Sala si trova l'altare dedicato a Buddha dalla forma a "U", con una lunghezza complessiva pari a 8,4 m, larghezza di 6,3 m e altezza di 0,7 m. Sull'altare sono collocate diciassette sculture variopinte di epoca Tang. Al centro troviamo la statua del Buddha Gautama, a sinistra Mañjuśrī, a destra il Samantabhadra, completano la scena i Quattro Sovrani celesti, il vajra, dei bambini e altre figure. I quattro lati dell'altare sono ricoperti da un tripudio di fiori e petali di loto scolpiti. Ci troviamo dinanzi ad una stupefacente opera d'arte realizzata con la tecnica dei bassorilievi su mattone cinese del periodo della Dinastia Tang.

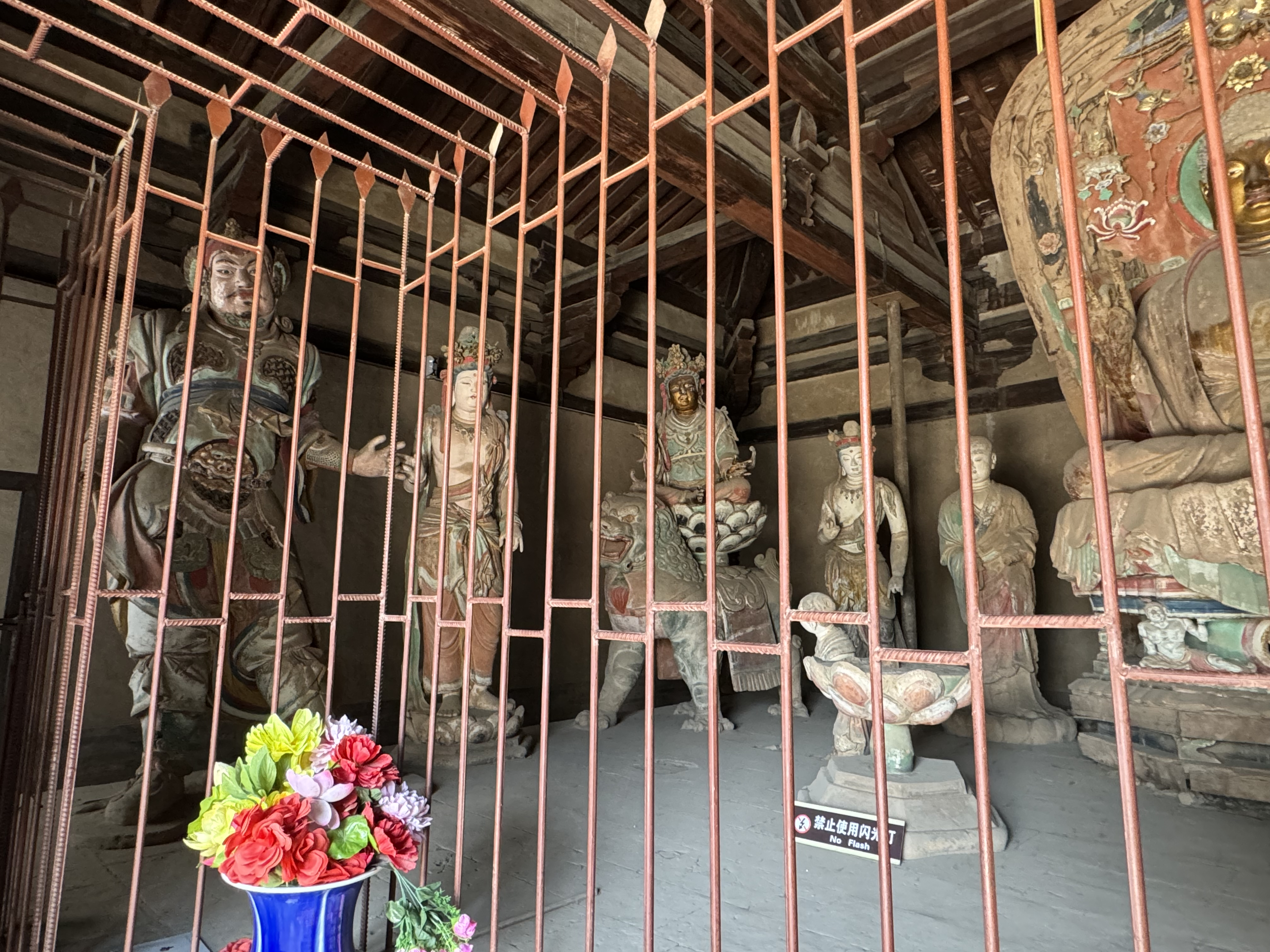
Altare di Buddha - lato sinistro
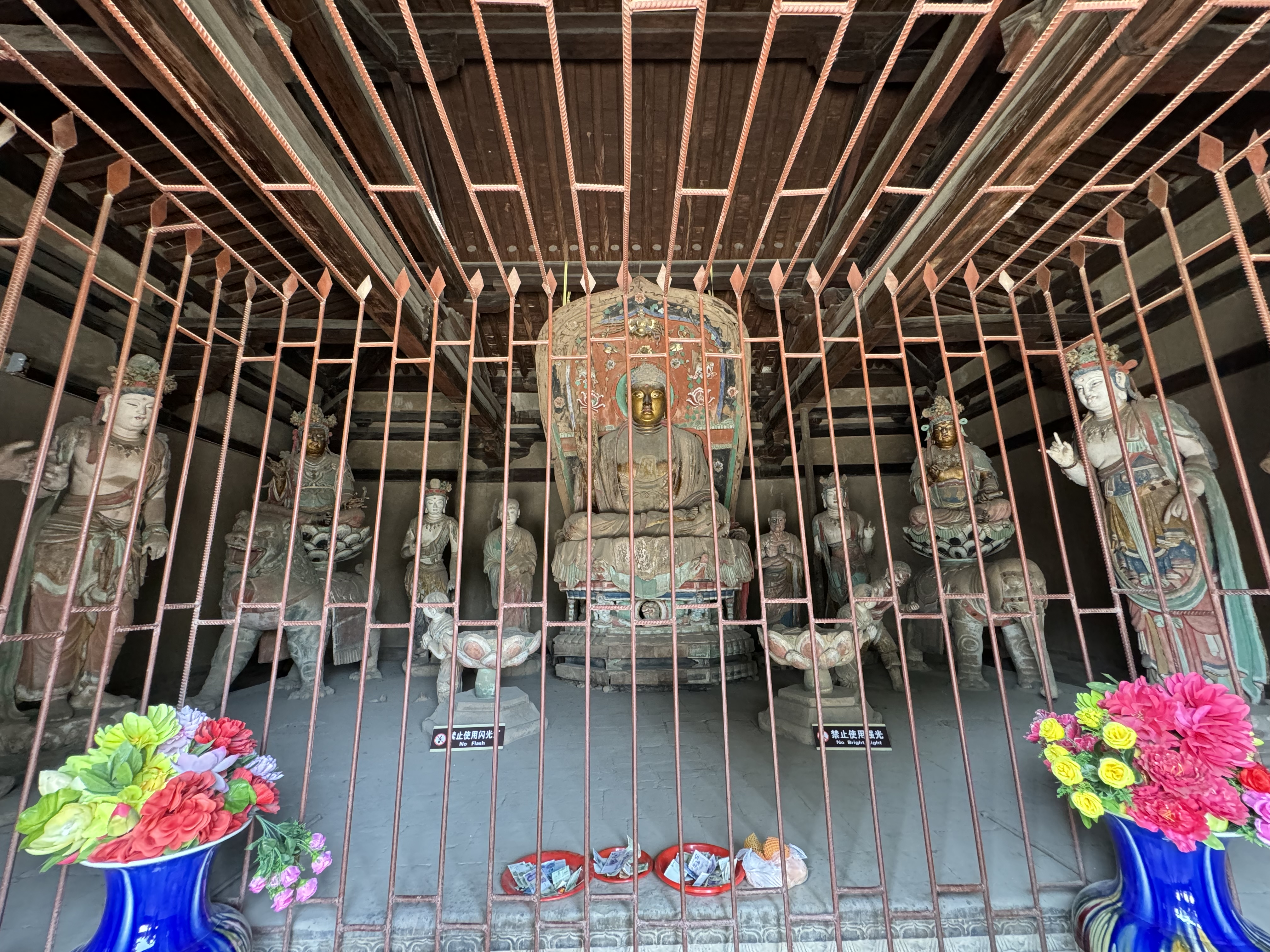
Altare di Buddha - sezione centrale
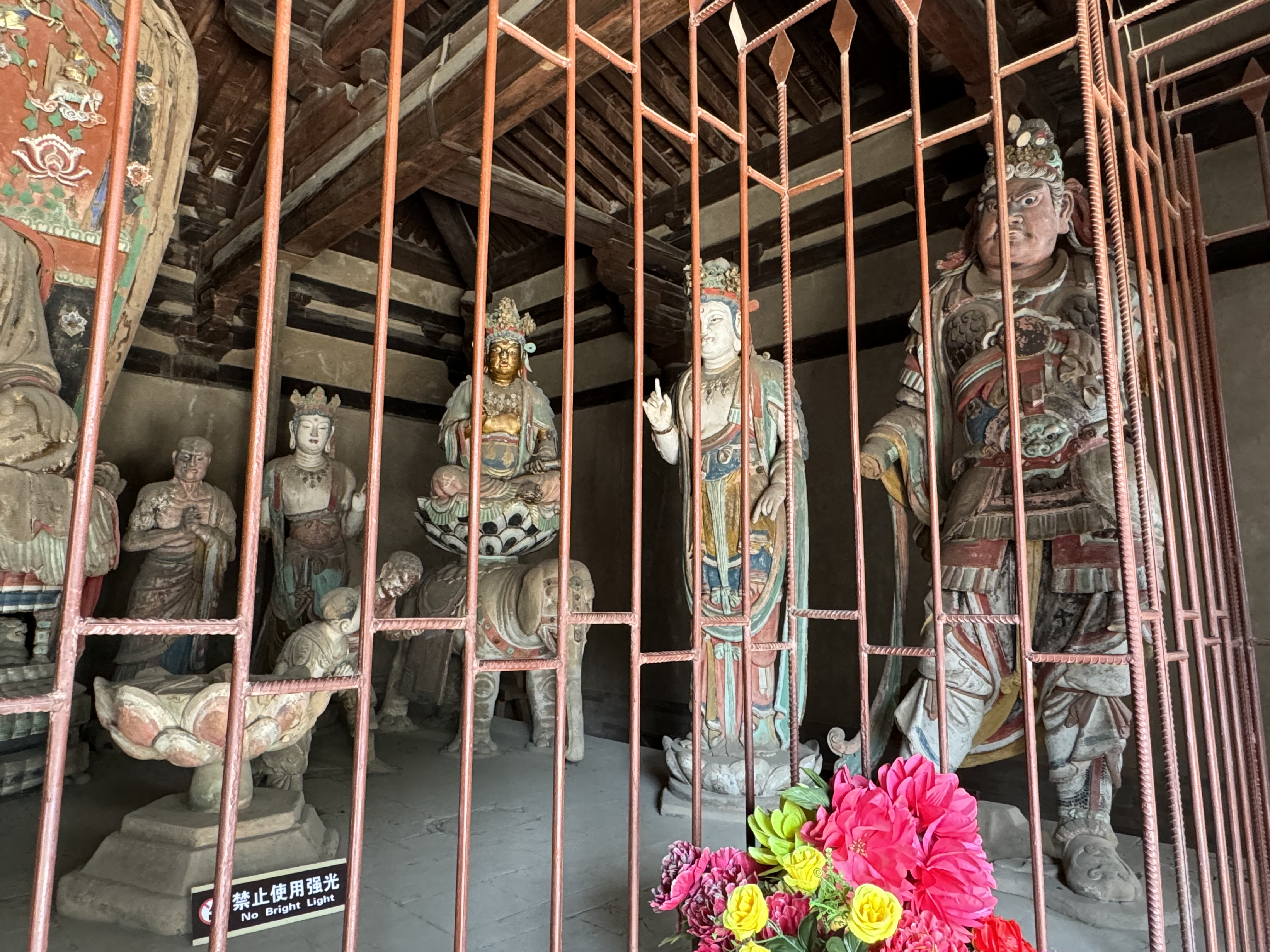
Altare di Buddha - lato destro

### Sistema ad incastri della Sala del Grande Buddha

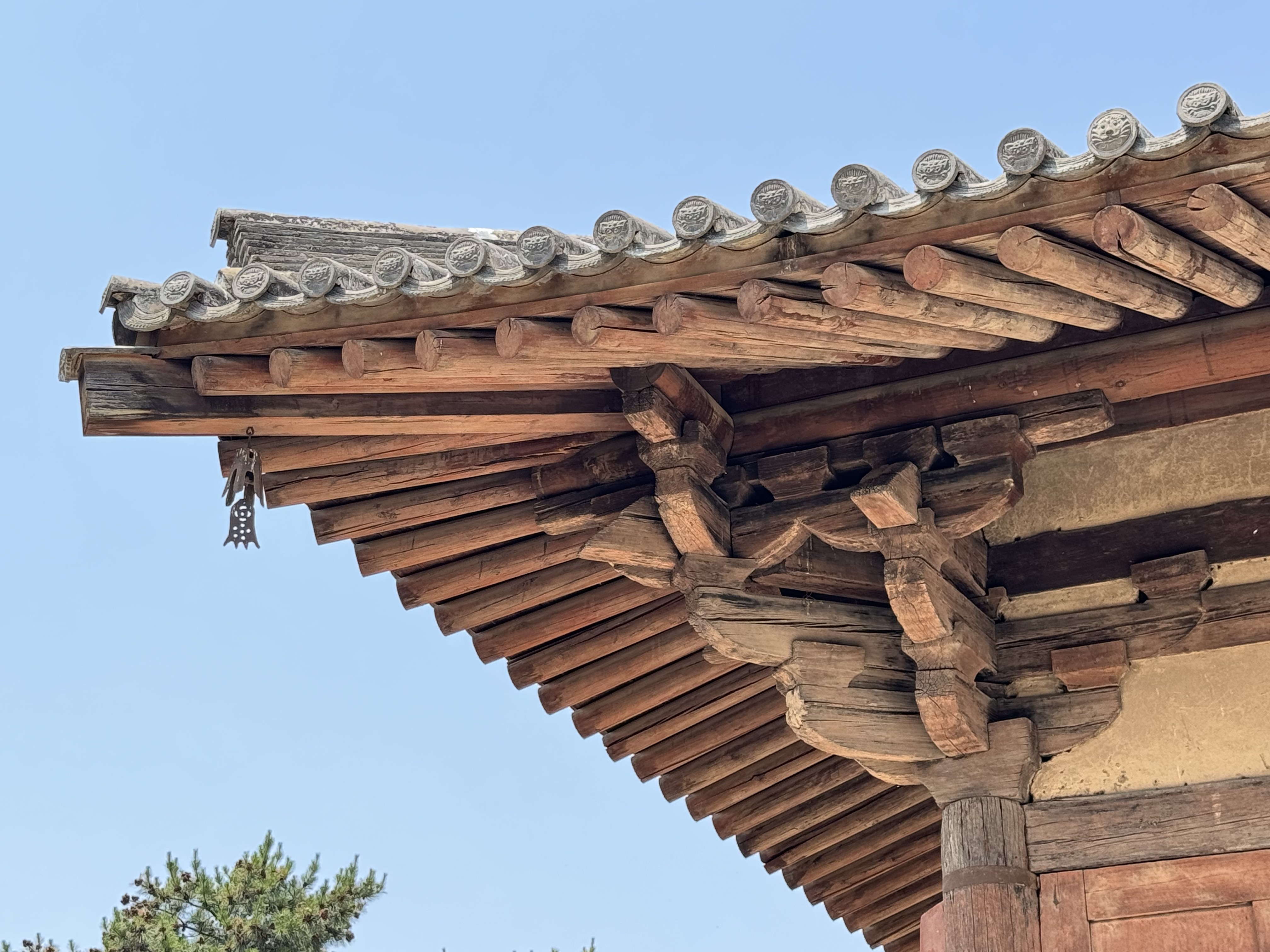
Sala del Grande Buddha - angolo della copertura

Gli antichi edifici in legno cinesi eretti mediante il sistema di scarico del peso su mensole dougong ad oggi esistenti, trovano un antenato comune nella struttura della Sala del Grande Buddha del Tempio dello Zen Meridionale. I capitelli delle 12 colonne portanti della Sala forniscono un sostegno diretto alle mensole dougong, le quali testimoniano uno spiccato gusto di epoca Tang. Tre di queste collocate sul lato ovest della Sala (lato sinistro) presentano una sezione quadrangolare, mentre le restanti nove sono di forma circolare. Si ipotizza che i pilastri a sezione quadrangolare abbiano una datazione anteriore rispetto alle seconde e che con molta probabilità rappresentino degli inestimabili resti della struttura originaria. Le colonne circolari esistenti dovrebbero essere invece il risultato di una successiva ristrutturazione che ha comportato la sostituzione di una parte di quelle originali. 

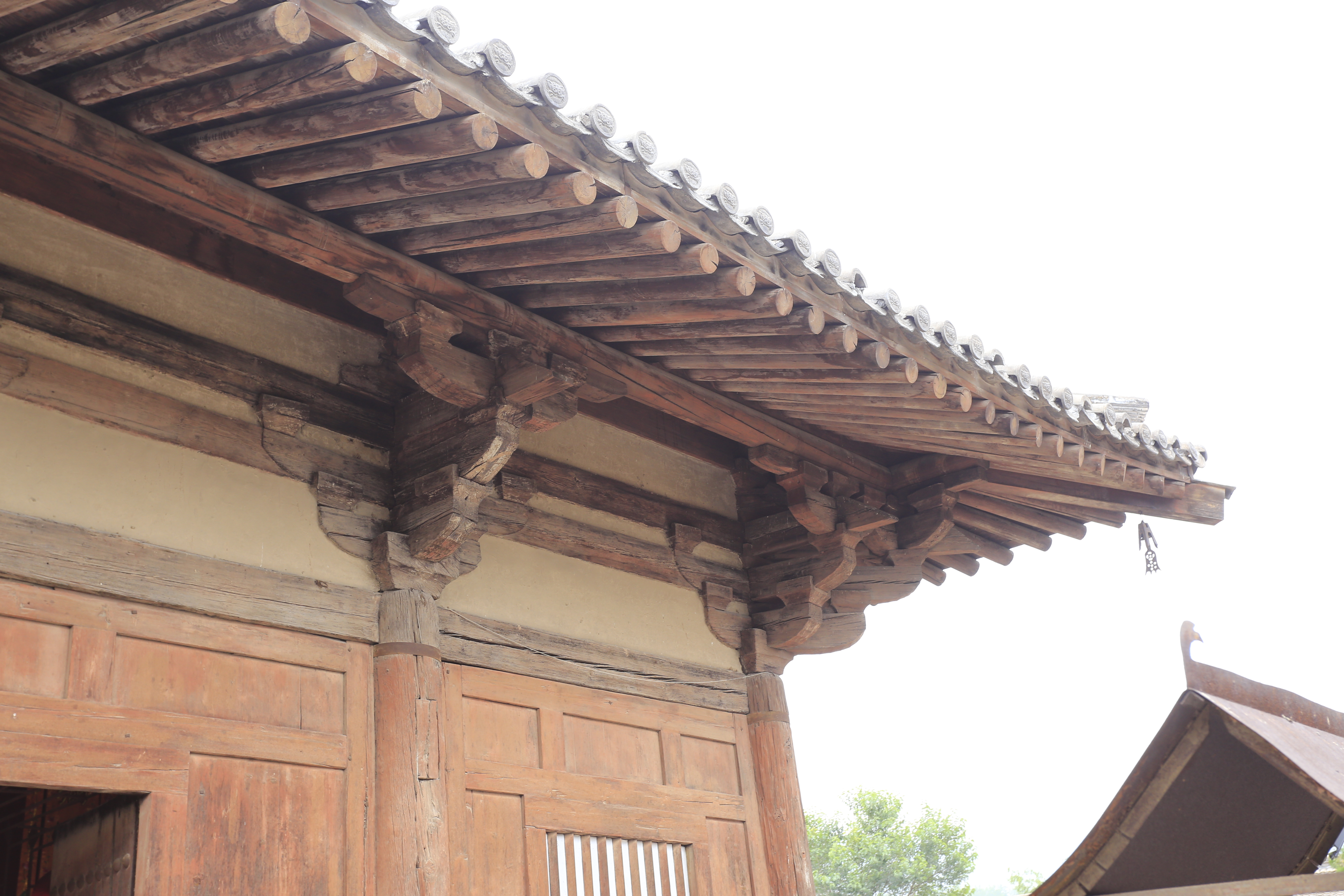
Particolare della facciata frontale, colonne a sezione circolare
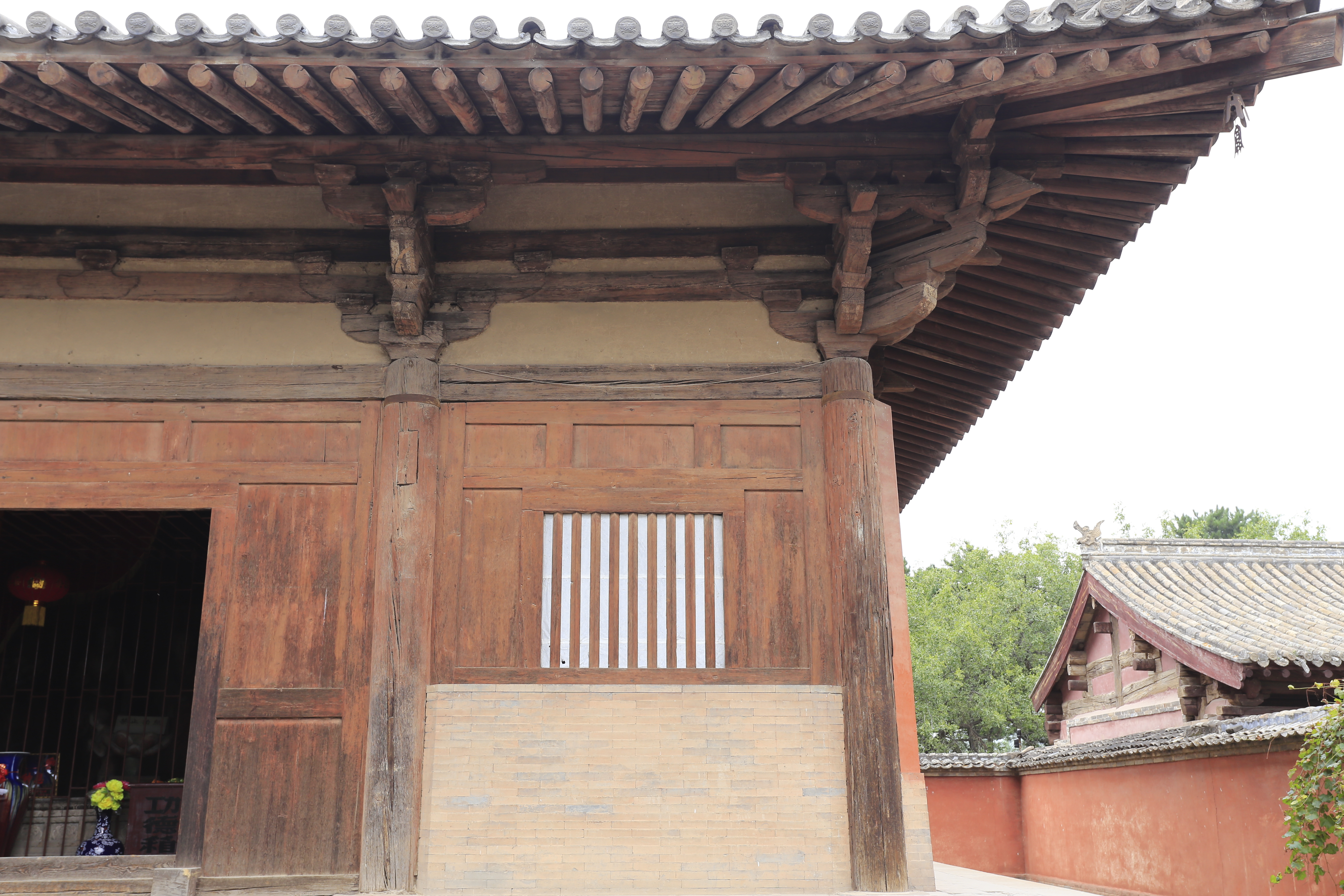
Particolare della facciata frontale, colonne a sezione circolare
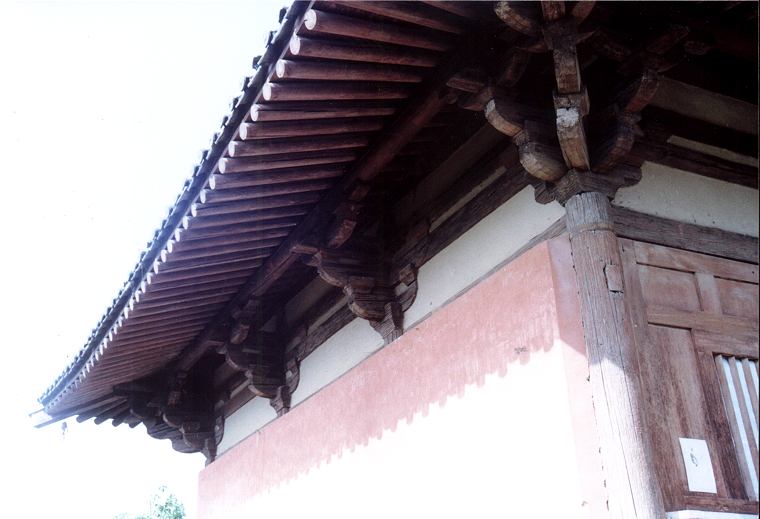
Particolare della facciata frontale, colonne a sezione circolare
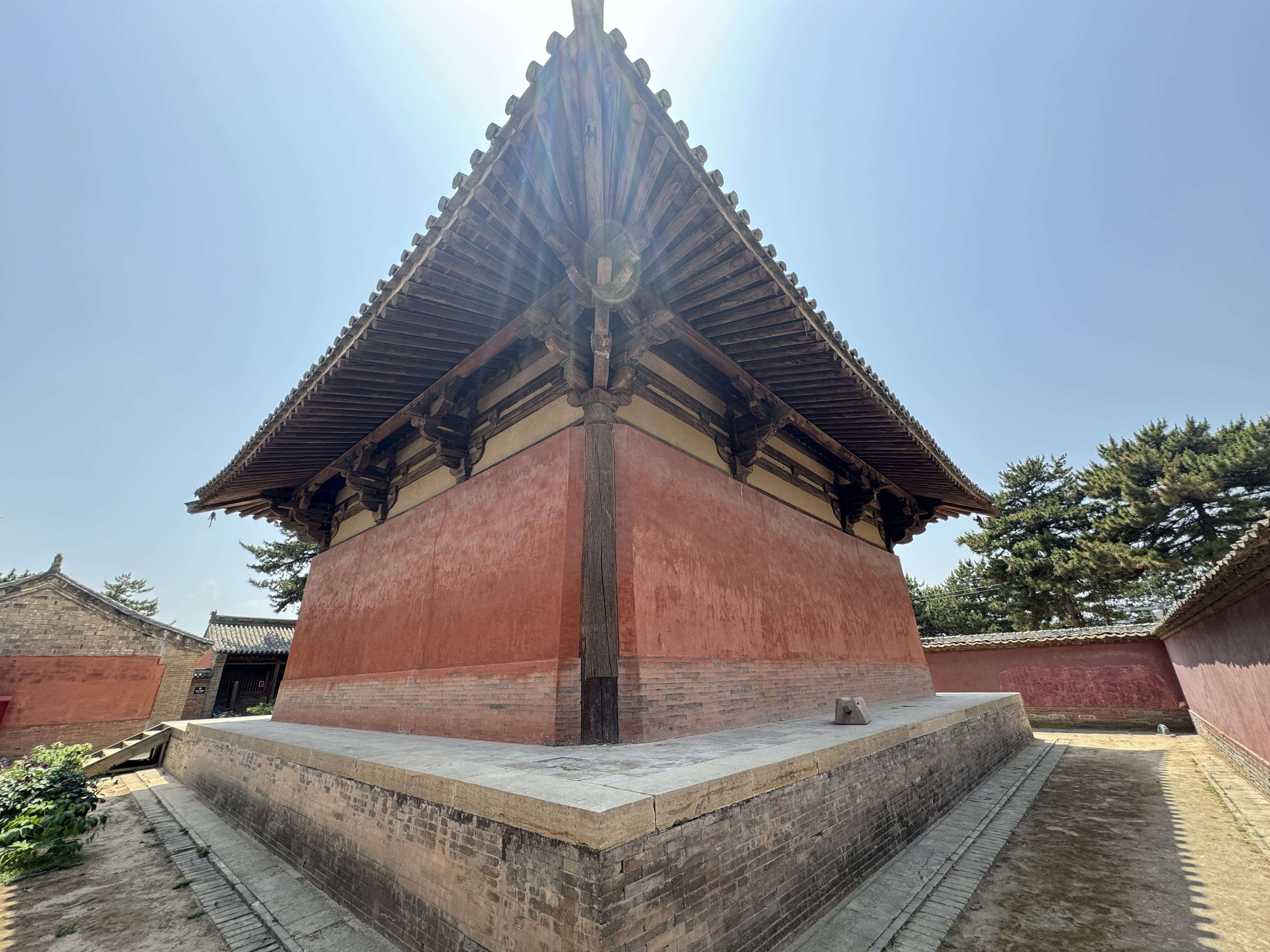
Particolare del lato posteriore, colonna portante a sezione qaudrangolare
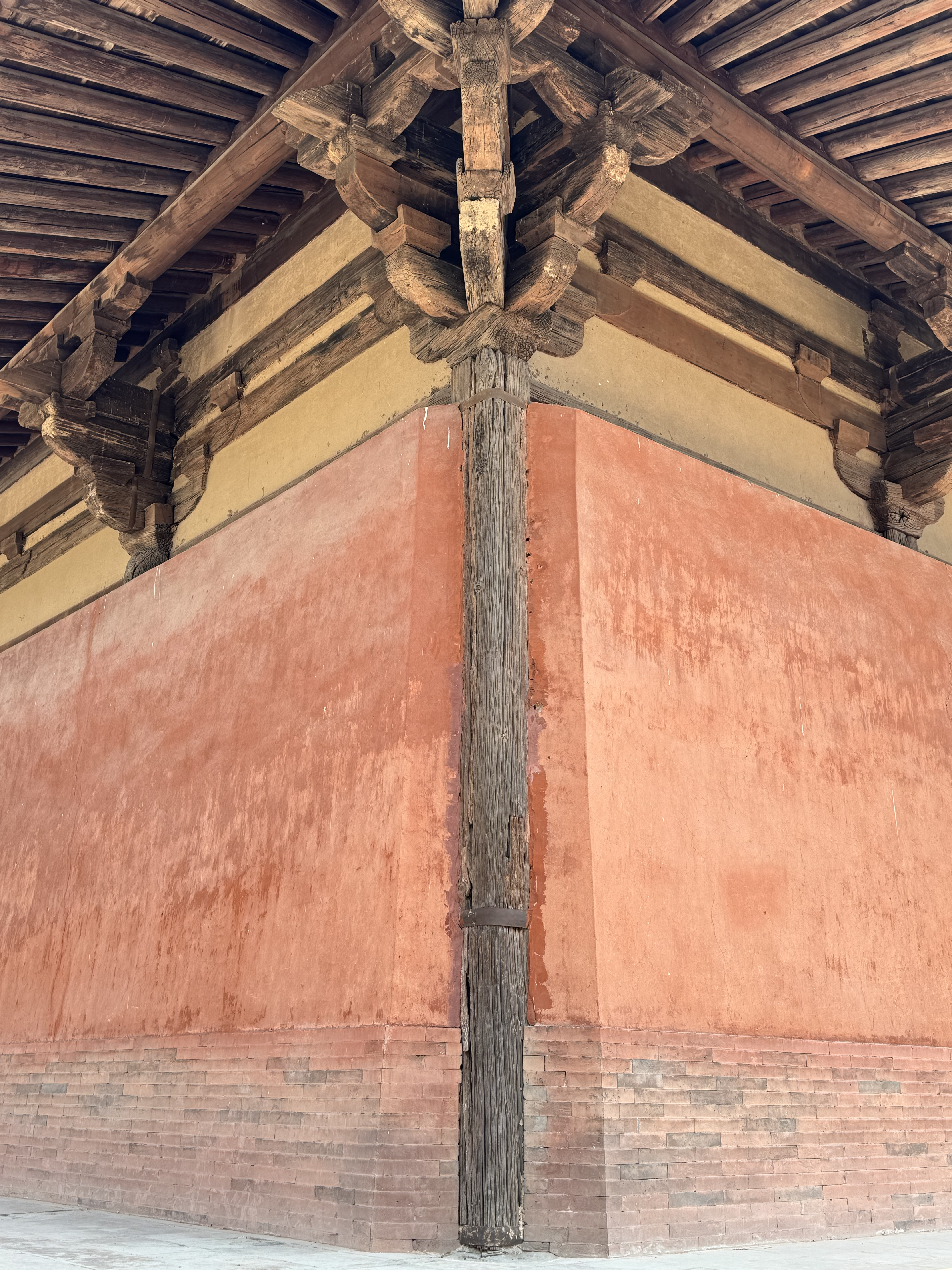
Particolare di colonna portante a sezione qaudrangolare

#### Elementi costitutivi dei sistemi ad incastro
Gli elementi strutturali a incastro dougong a doppio salto tiao (跳) si sviulppano su cinque livelli e sono gli unici a contribuire allo scarico del peso. Sul modulo a incastro ludou (栌斗) presente in cima al capitello è appoggiata una mensola a parete nidaogong (泥道栱), sormontata da una mensola nascosta a parete nidaomangong (泥道慢栱) lunga 185 cm e salendo ulteriormente da un architrave "a capitello" zhutou (柱头枋), collocato su dei moduli a incastro dispersori sandou (散斗). Gli elementi a incastro a ridosso dello spiovente frontale e quello posteriore, presentano in concomitanza del primo salto tiao (sezione della mensola dougong ricurva che sale a forma di braccio e che in questo caso compare in forma doppia, "a doppio salto") una sezione a incastro touxin (偷心) (nel punto di unione dei due salti) sotto la quale si inserisce una mensola huagong (a livello del primo salto) che a sua volta si incrocia con la mensola a parete nidaogong a ridosso del modulo a incastro ludou. Il secondo salto vede incrociarsi la mensola nascosta a parete nidaomangong con la seconda mensola huagong, mentre nell'ultimo spazio rimasto libero del modulo che da verso l'interno poggia l'architrave siyuanfu (四椽栿). La seconda mensola huagong, ovvero il prolungamento esterno dell'architrave interno sporge di 33 cm. Come appena enunciato le due mensole huagong si appoggiano tramite meccanismo a incastro. Continuando verso l'alto, un'ulteriore trave interna continua all'esterno in una sezione denominata shuatou (耍头) con elemento ang "a crepa di bambù". Al di sopra dell'incrocio tra la mensola linggong (令栱) e lo shuatou, si trova un modulo allungato timu (替木) di 202cm su cui poggia la trave del sottotetto a sezione circolare laolintuan (橑檩槫). Lo shuatou in stile ang si poggia sille mensole huagong a doppio salto sottostanti tramite un modulo ad incastro. Gli elementi a incastro lungo le facciate sono simili tra loro, una mensola huagong a doppio salto, una trave dingfu (丁栿) che si prolunga dall'interno verso l'esterno a formare lo shuitou in stile ang. In prossimità degli angoli oltre alle mensole huagong perpendicolari alle pareti, in mezzo e con un'angolazione di 45º, si sviluppa un'atro paio di mensole huagong su cui sommità sorge un modulo a incastro piano pingpandou (平盘斗). La "semi mensola" e la mansola del sistema ad incastro perpendicolare vanno a creare una mensola a "doppia anatra mandarina" (yuanyang jiao shou gong 鸳鸯交首栱). Le mensole dougong presenti nelle tre tipologie (lungo i lati, agli angoli e con angolatura di 45º) di elementi a incastro si avvicinano tra loro man mano che si sviluppano vero l'alto. 

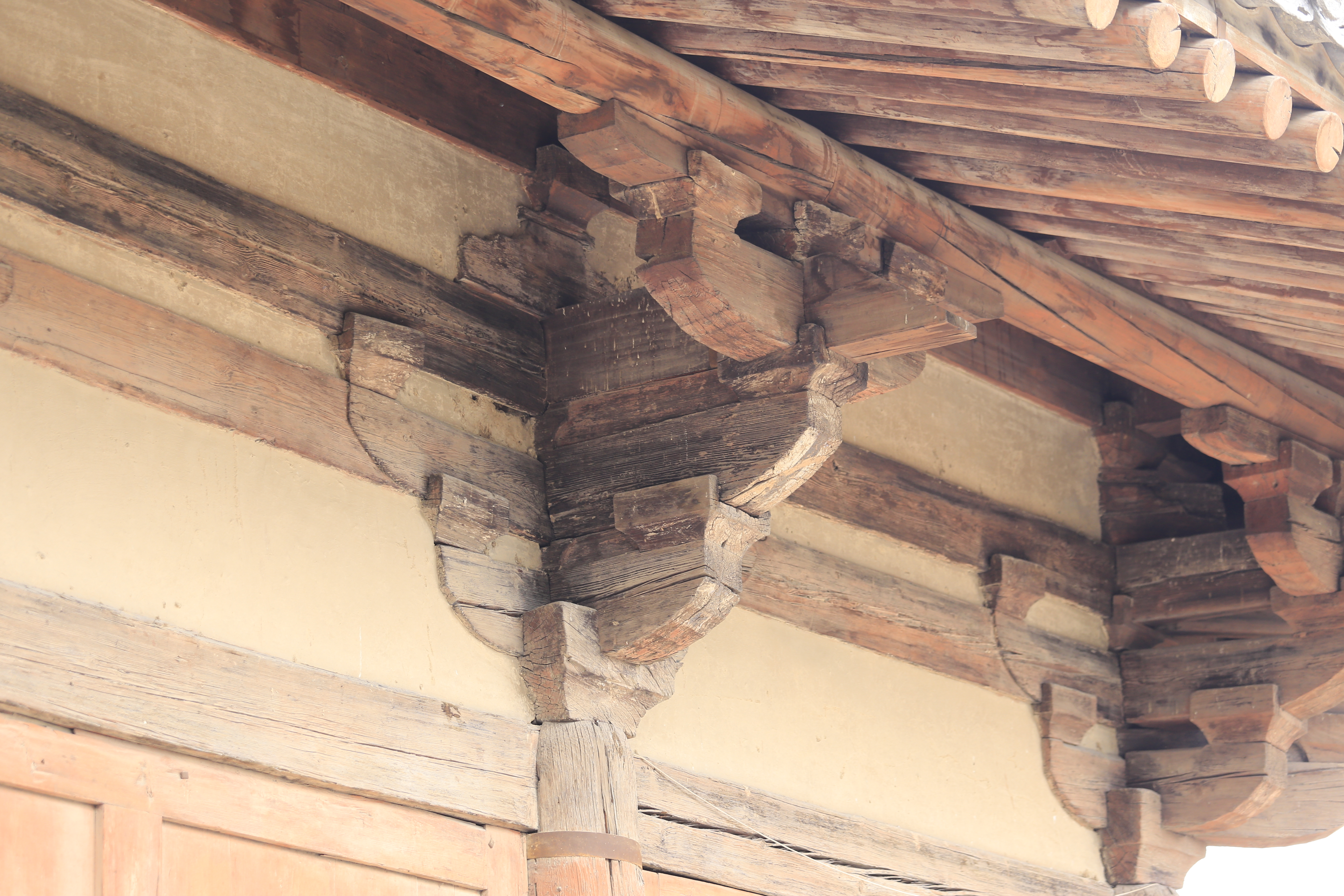
Spiovente frontale, mensola dougong a ridosso della colonna portante - elemento a cinque incastri con doppio salto.
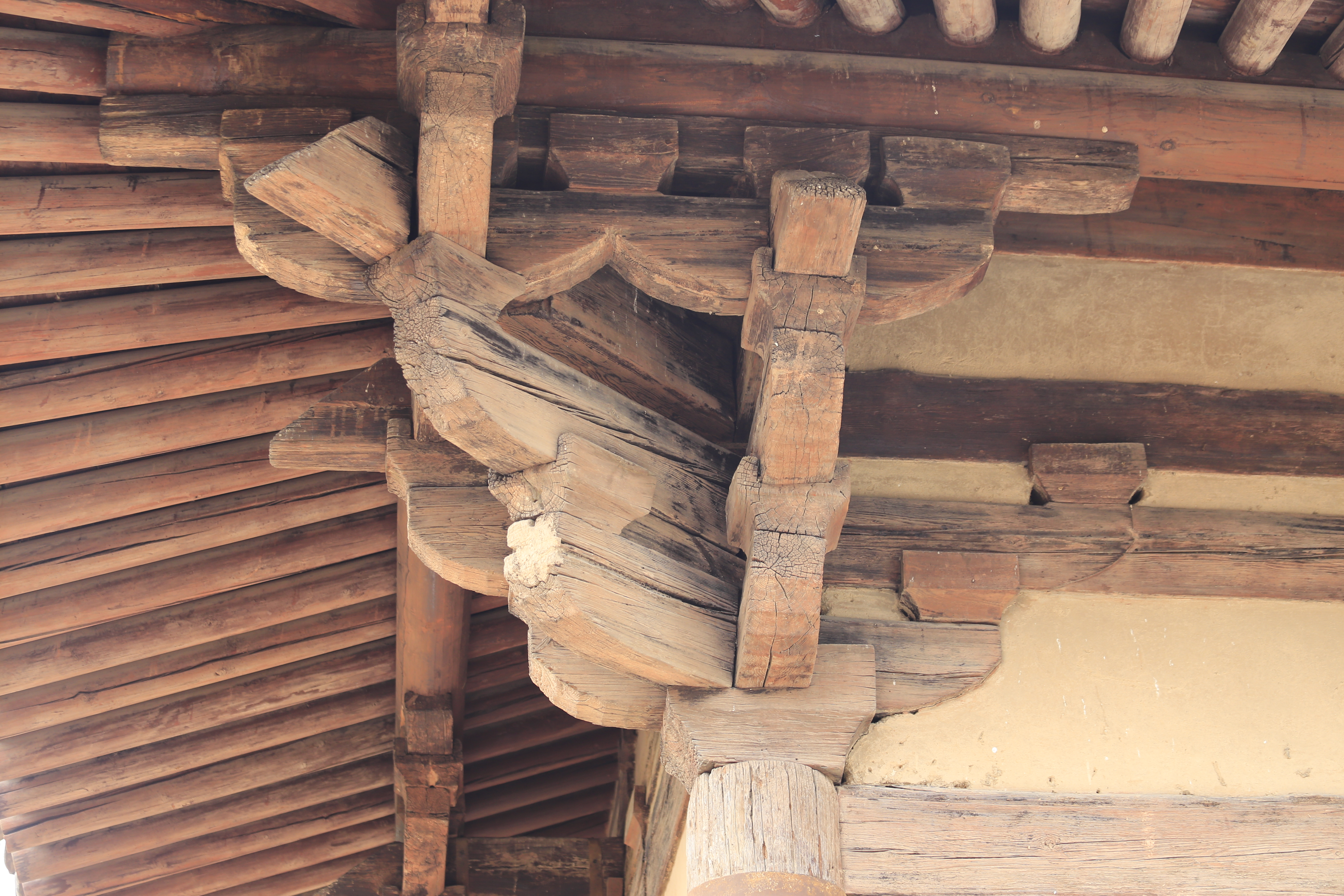
Mensola dougong ad angolo
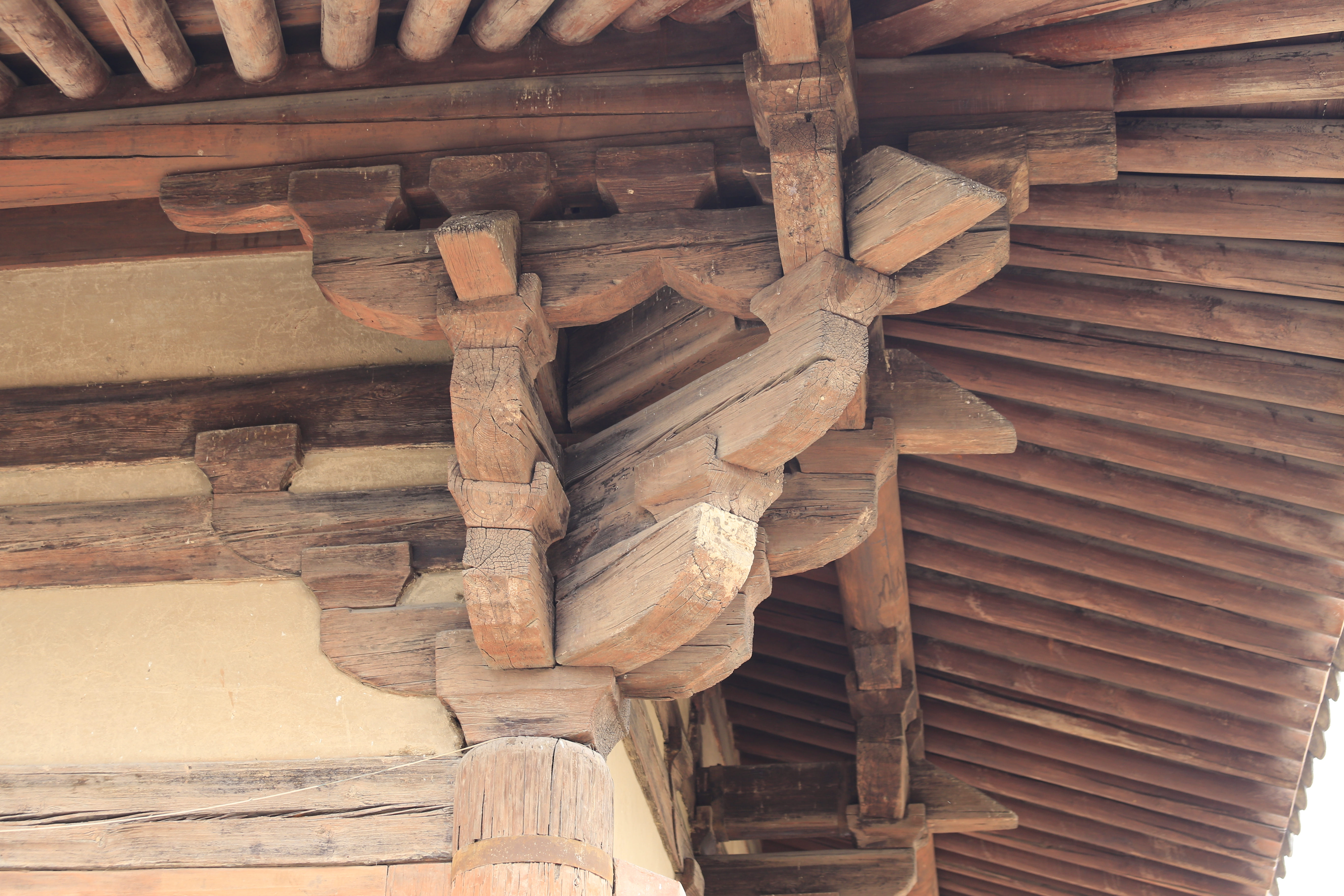
Mensola dougong ad angolo
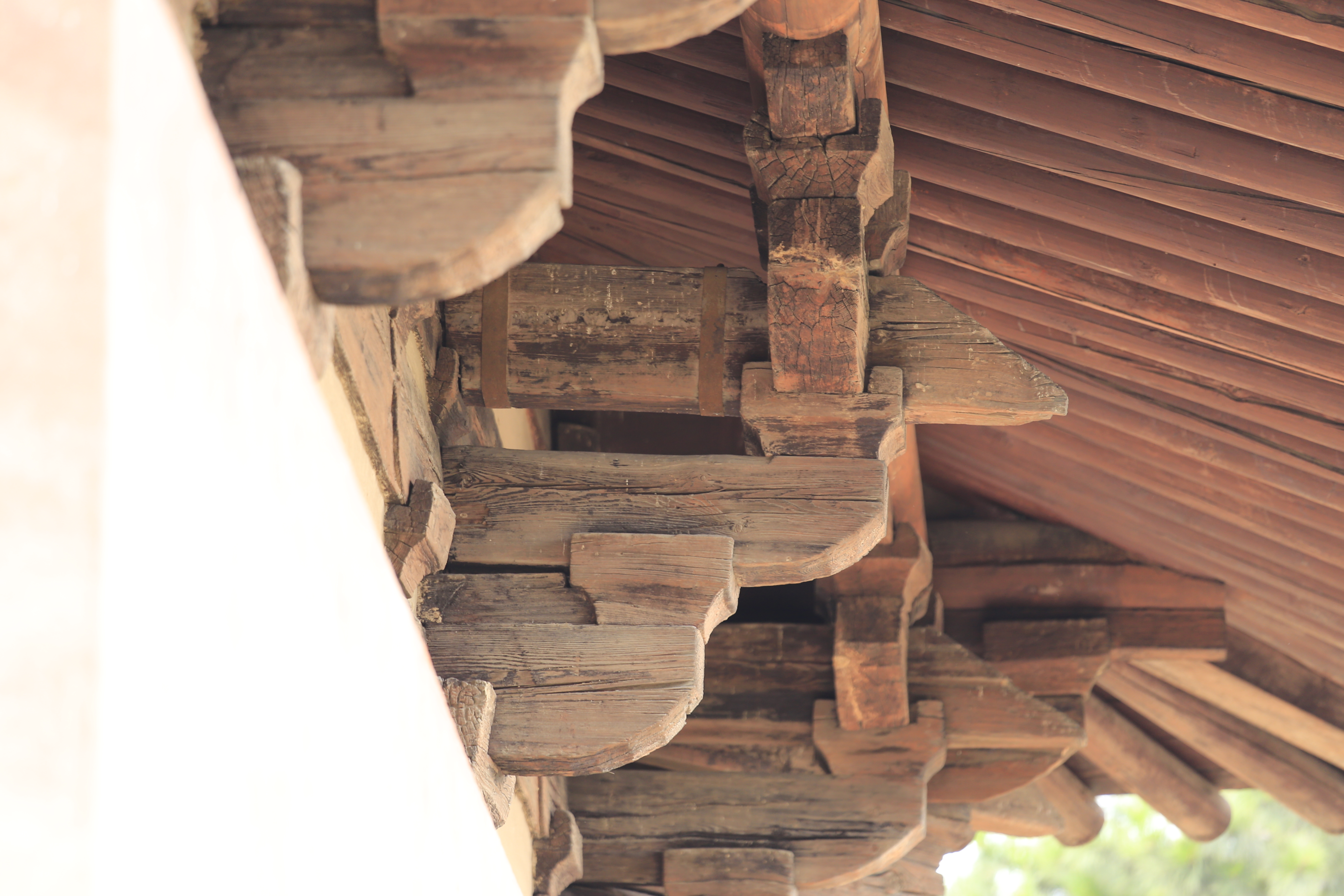
Mensole dougong a ridosso dei lati
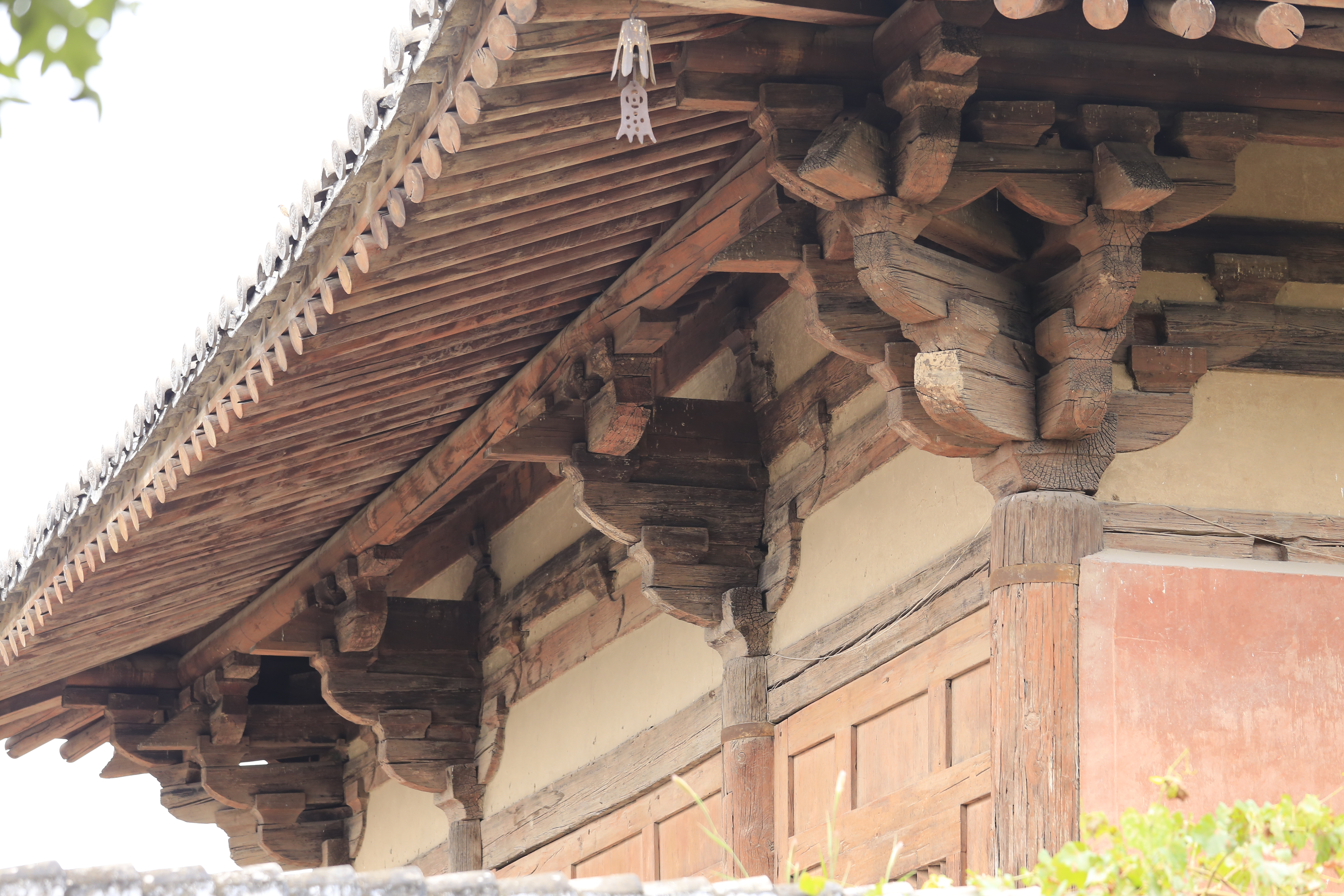
Mensole dougong a ridosso dei lati

#### Peculiarità del metodo di realizzazione della Sala
Il metodo di realizzazione presenta due caratteristiche distintive: in primo luogo, sulla sommità al di sopra dell'architrave a capitello zhutoufang, si trovano un elemento portante a gobba di cammello (驼峰), una piastra xueban (皿板) e dei moduli ad incastro dispersori con la funzione di sostegno dell'architrave yacaofang (压槽枋), elementi portanti molto rari nelle architetture a venire, specie per quanto riguarda la presenza della piastra xueban. In secondo luogo, ogni braccio visibile delle mensole presenta scanalature a cinque petali wuban (五瓣) con un rientro concavo nella sezione centrale di ciascun petalo pari a 3 mm, elemento comune nelle componenti in pietra del periodo Qi e Sui e che rimane l'unico ad oggi rinvenuto in strutture di legno. Questo tipo di scanalatura costituisce un sapiente modo di aggiungere bellezza senza però andare a influire su quelle che sono le capacità portanti dell'edificio. I sistemi ad incastro della Sala del Grande Buddha utilizzano elementi in legno di dimensioni piuttosto grandi superando totalmente le misure stabilite all'interno delle "Norme edili" della successiva epoca Song. Al contrario la larghezza è inferiore rispetto a quanto stabilito dal canone edilizio. Altri elementi invece risultano sostanzialmente in linea con le predette norme.

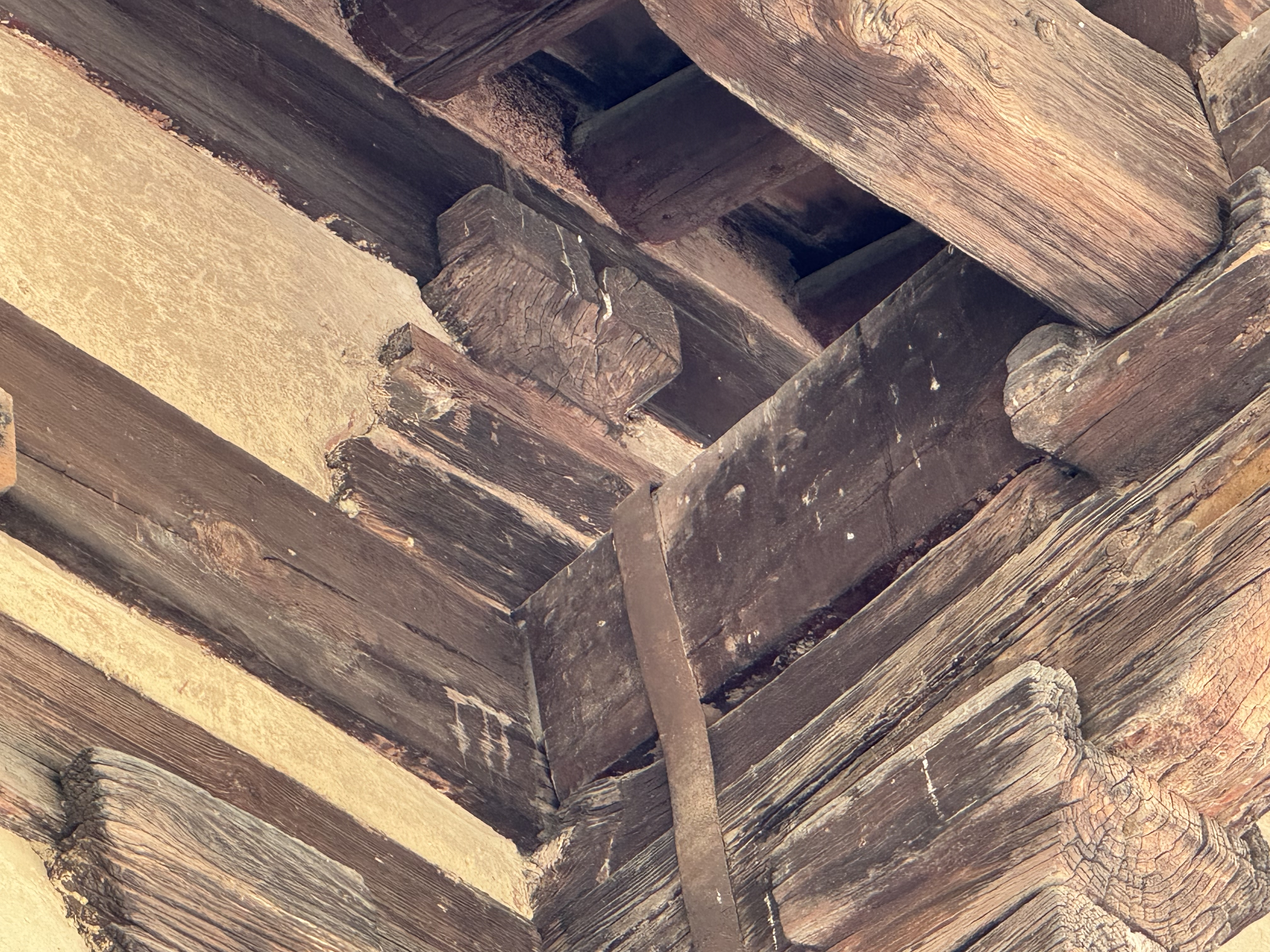
Spiovente frontale, mensola dougong a ridosso della colonna portante - elemento portante tuofeng a "gobba di cammello" e piastra xueban
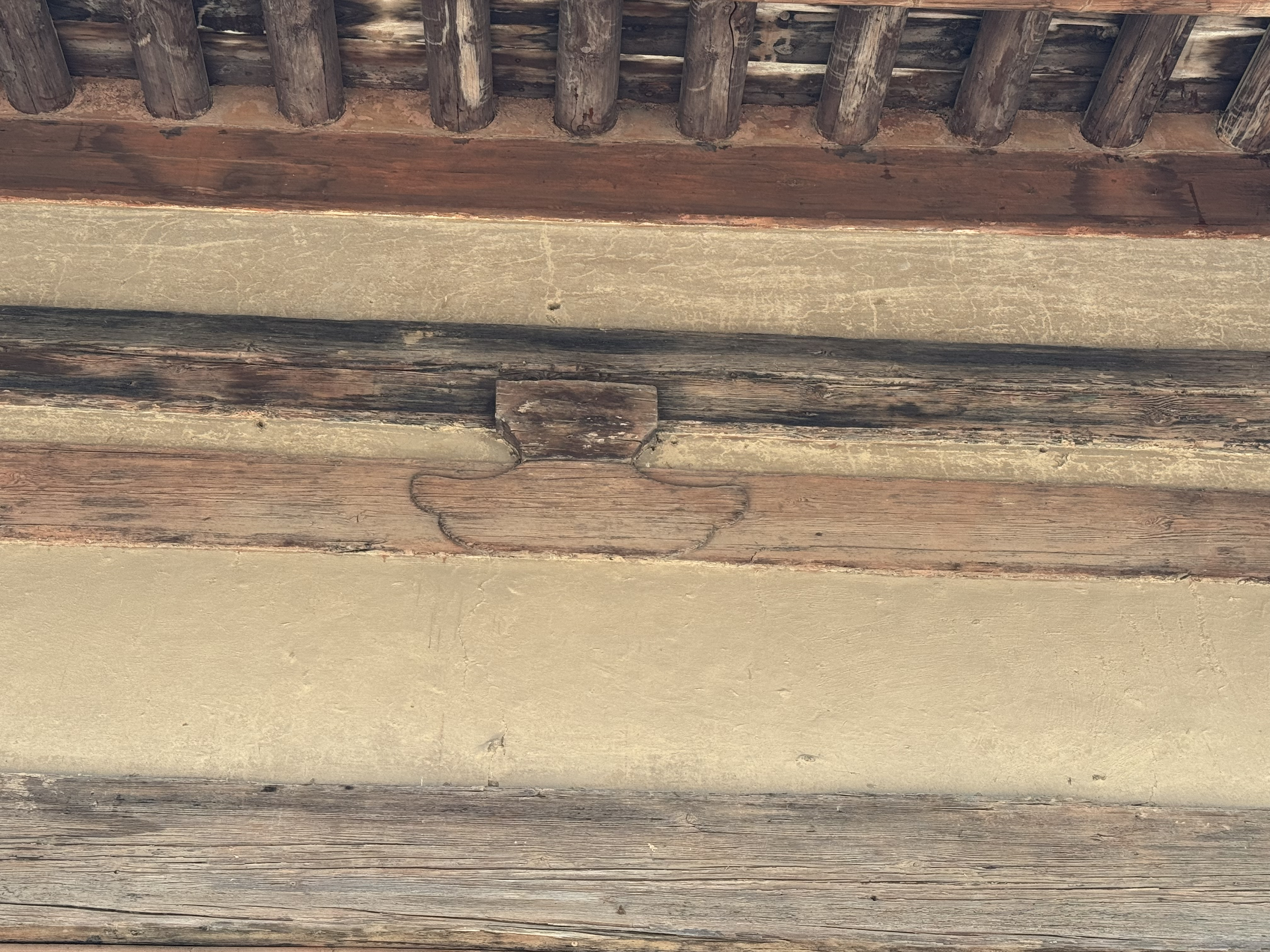
Elemento portante nascosto tuofeng a "gobba di cammello"
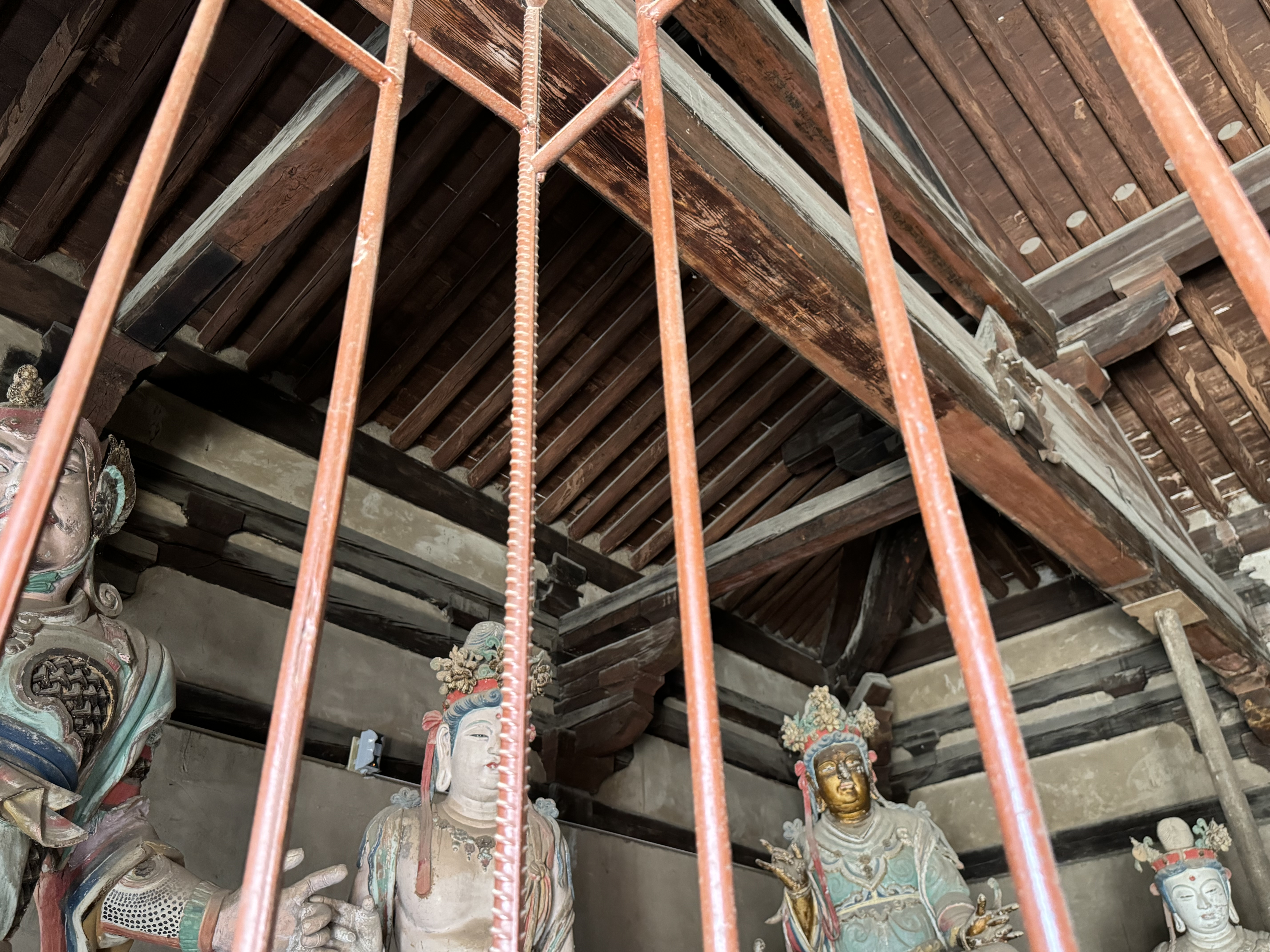
Archi e architravi dingfu all'interno della Sala del Grande Buddha
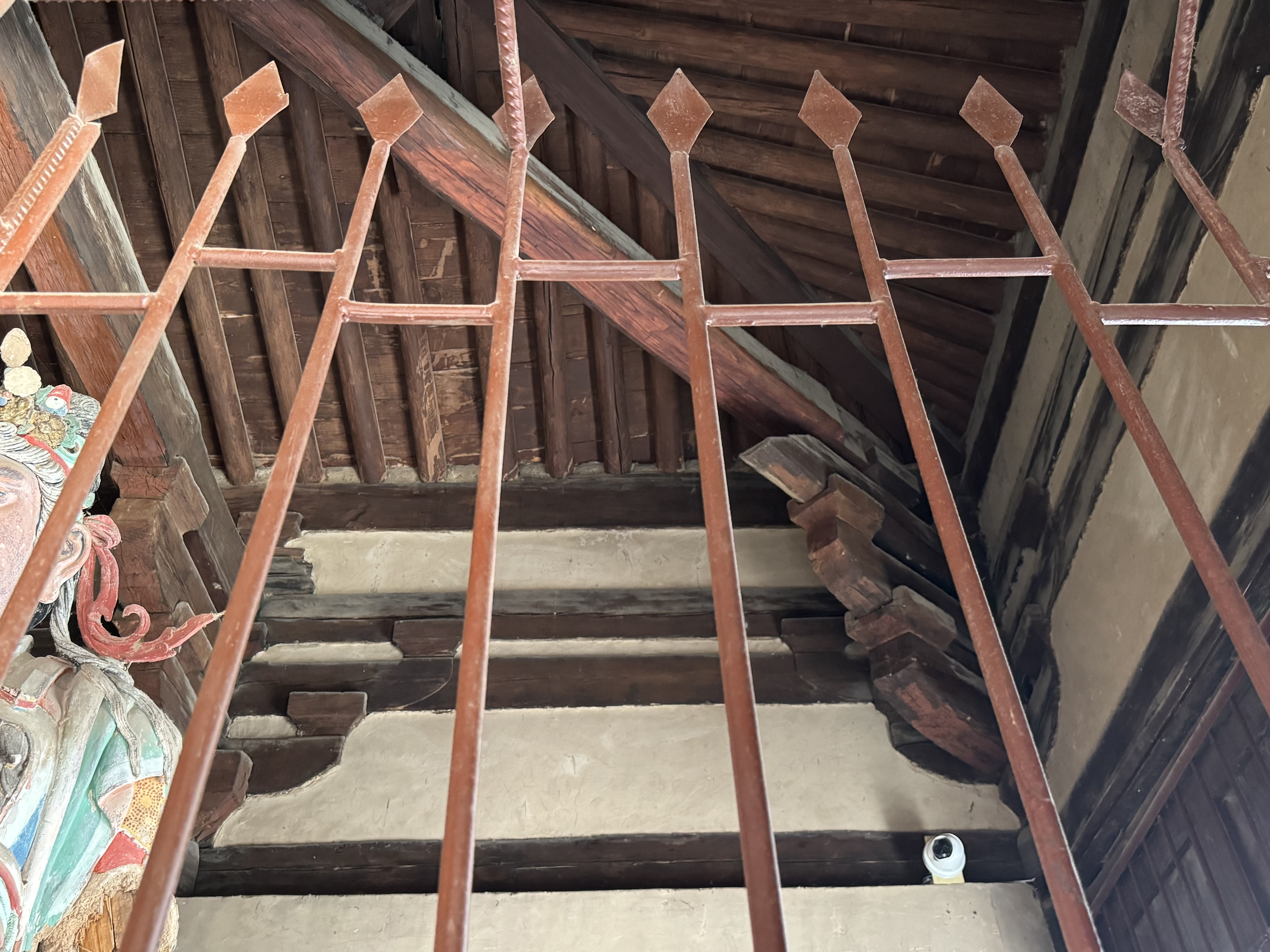
Sala del Grande Buddha, architravi e travi a ridosso della colonna portante ad angolo
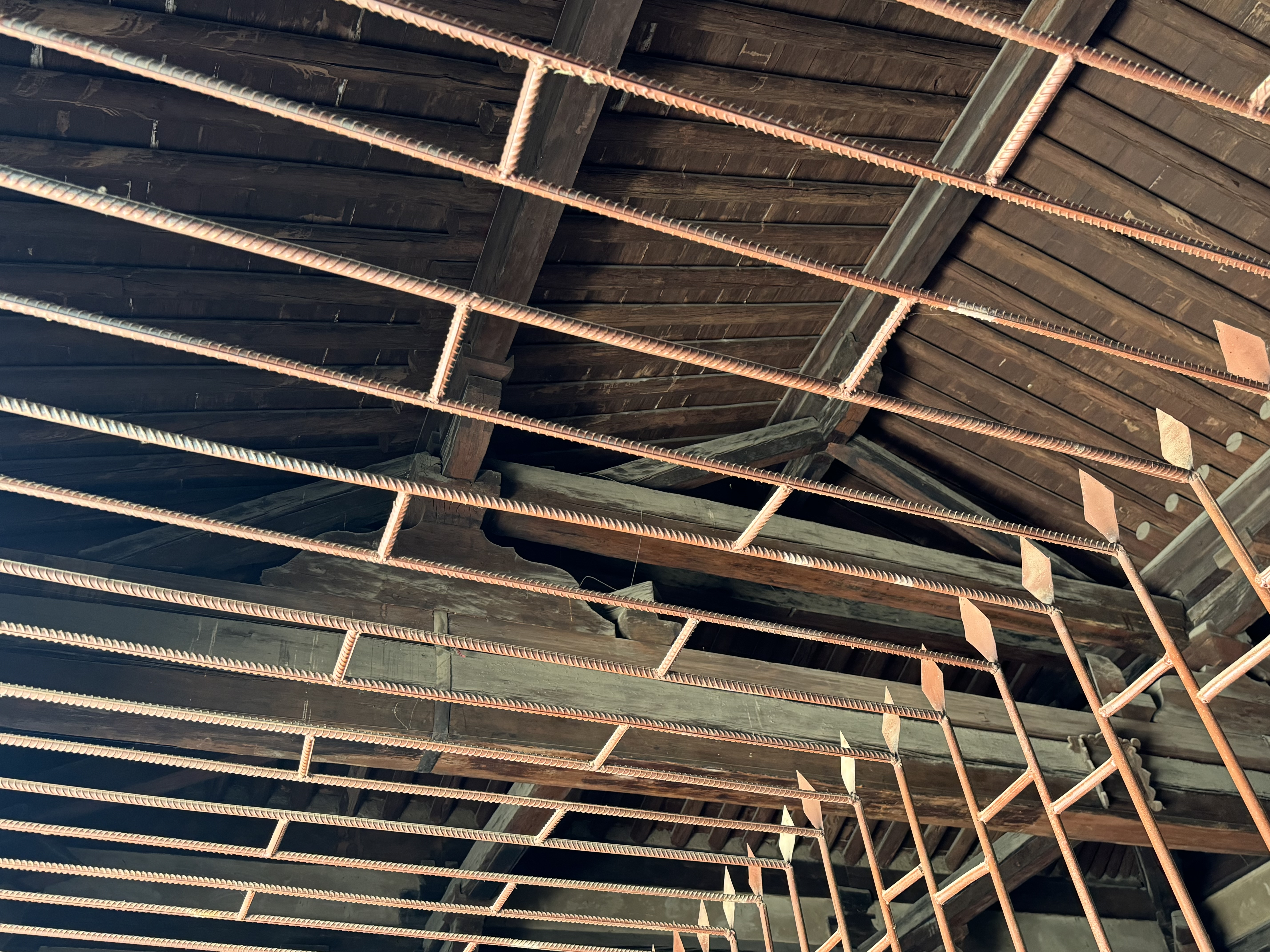
Sala del Grande Buddha incrocio di architravi e travi